# 李文揚
李文揚（英語：Li Man Yeung，香港男演員及攝影師，2025年加盟邵氏兄弟。

## 演出作品

### 電影
| 年份 | 電影名稱       | 角色 | 備註   |
| 2017 | 香港大師       | 烏鴉 | 男配角 |
| 2024 | 九龍城寨之圍城 |      | 男配角 |

### MV
- 2021年：虎道門[3] - 江熚生 及 楊樂文
- 2022年：作品的說話[4] - 姜濤
- 2022年︰超人[5] - Blaster
- 2022年︰Space Sheep 太空羊[6] - Oh! Sheep
- 2023年︰沒意思[7] - 甄采浠

## 外部連結
- 李文揚的Instagram帳戶